# Steve Corica
Steve Corica est un footballeur australien né le 24 mars 1973 à Innisfail. Il évolue au poste de milieu de terrain.
Il a participé à la Coupe des confédérations 2001 avec l'équipe d'Australie.

## Palmarès
- 32 sélections et 5 buts avec l'Équipe d'Australie de 1993 à 2006.
- Vainqueur de la Coupe d'Océanie en 2000 avec l'Australie.
- Vainqueur de la Ligue des Champions de l'OFC en 2005 avec le Sydney FC.